# Campeonato Africano de Atletismo de 2010 - Lançamento de dardo masculino
A prova do lançamento de dardo masculino do Campeonato Africano de Atletismo de 2010 foi disputada no dia 1 de agosto de 2010 em Nairóbi, no Quênia. 

## Recordes
Antes desta competição, os recordes mundiais e do campeonato nesta prova eram os seguintes:
|                       | Nome          | Nacionalidade | Distância | Local        | Data                   |
| --------------------- | ------------- | ------------- | --------- | ------------ | ---------------------- |
| Recorde mundial       | Jan Železný   | Chéquia       | 98m 48cm  | Jena         | 25 de maio de 1996     |
| Recorde do campeonato | Tom Petranoff | África do Sul | 87m 26cm  | Belle Vue    | 28 de junho de 1992    |
| Recorde africano      | Kuala Lumpur  | África do Sul | 88m 75cm  | Kuala Lumpur | 21 de setembro de 1998 |

## Medalhistas
| Ouro                            | Prata                   | Bronze            |
| Ihab Al Sayed Abdelrahman (EGY) | Gerhardus Pienaar (RSA) | Julius Yego (KEN) |

## Cronograma
Todos os horários são locais (UTC+3).
| Data        | Hora  | Evento |
| ----------- | ----- | ------ |
| 1 de agosto | 14:10 | Final  |

## Resultado final
| Posição           | Atleta                    | Nacionalidade                  | #1    | #2    | #3    | #4    | #5    | #6    | Resultados | Notas                |
| ----------------- | ------------------------- | ------------------------------ | ----- | ----- | ----- | ----- | ----- | ----- | ---------- | -------------------- |
| Medalha de ouro   | Ihab Al Sayed Abdelrahman | Egito                          | 74.94 | 74.78 | 77.19 | 77.09 | 78.02 | X     | 78.02      | Recorde da temporada |
| Medalha de prata  | Gerhardus Pienaar         | África do Sul                  | 74.97 | 73.77 | X     | 73.77 | 75.20 | 75.96 | 75.96      |                      |
| Medalha de bronze | Julius Yego               | Quênia                         | 71.70 | 70.54 | 74.51 | 72.29 | 71.67 | 72.95 | 74.51      | Recorde da temporada |
| 4                 | Ulrich Damon              | África do Sul                  | 64.90 | 66.00 | 71.18 | 68.44 | 65.69 | 71.50 | 71.50      |                      |
| 5                 | Tobie Holtzhausen         | África do Sul                  | 63.54 | 66.77 | 61.42 | 61.41 | 65.40 | 65.08 | 66.77      |                      |
| 6                 | Mitko Tilahun             | Etiópia                        | 65.02 | 61.58 | 64.71 | 60.65 | X     | 56.23 | 65.02      |                      |
| 7                 | Patrick Kibwota           | Uganda                         | 63.88 | 62.54 | 64.22 | X     | 62.21 | 60.22 | 64.22      |                      |
| 8                 | Michael Rono              | Quênia                         | X     | 55.97 | 64.11 | 63.39 | 63.22 | 62.02 | 64.11      | Recorde da temporada |
| 9                 | Moctar Djigui             | Mali                           | 63.14 | 61.88 | 60.72 |       |       |       | 63.14      |                      |
| 10                | Sammy Keskeny             | Quênia                         | 63.10 | X     | 61.38 |       |       |       | 63.10      |                      |
| 11                | Jean Luck Mukoko          | República Democrática do Congo | 49.24 | 46.16 | X     |       |       |       | 49.24      |                      |
| 99 !              | Mohamed Ali Kebabou       | Tunísia                        |       |       |       |       |       |       | DNS        |                      |
| 99 !              | Manuella Kombo            | República Centro-Africana      |       |       |       |       |       |       | DNS        |                      |
| 99 !              | Msama Mpundu              | Zâmbia                         |       |       |       |       |       |       | DNS        |                      |

Legenda
| Recorde mundial       | Recorde mundial (World record)               |                       | Recorde africano                      | Recorde africano (African) |                                           | Q | Classificado por posição (Qualified) |
| Recorde do campeonato | Recorde do campeonato (Championship record)  | Recorde da América    | Recorde da América (Americas)         | q                          | Classificado por melhor tempo (Qualified) |   |                                      |
| Melhor marca do ano   | Melhor marca do ano (World leading)          | Recorde asiático      | Recorde asiático (Asian)              | DNS                        | Não largou (Did not start)                |   |                                      |
| Recorde nacional      | Recorde nacional (National record)           | Recorde europeu       | Recorde europeu (European)            | DNF                        | Não terminou (Did not finish)             |   |                                      |
| Recorde pessoal       | Recorde pessoal do atleta (Personal best)    | Recorde da Oceania    | Recorde da Oceania (Oceania)          | DSQ / DQ                   | Desclassificado (Disqualified)            |   |                                      |
| Recorde da temporada  | Recorde da temporada do atleta (Season best) | Recorde sul-americano | Recorde sul-americano (South America) | NM                         | Sem marca (No mark)                       |   |                                      |